# Újezd u Plánice
Újezd u Plánice település Csehországban, a Klatovyi járásban. Újezd u Plánice Předslav, Plánice és Mlýnské Struhadlo településekkel határos. Lakosainak száma 126 fő (2024. január 1.).

## Népesség
A település lakosságának változását az alábbi diagram mutatja:
| Lakosok száma | 450  | 508  | 534  | 309  | 196  | 121  | 109  | 124  | 125  | 126  |
|               | 1869 | 1890 | 1921 | 1950 | 1980 | 2001 | 2017 | 2019 | 2022 | 2024 |